# Mayehekwa Pueblo Nuevo 2
Mayehekwa Pueblo Nuevo 2 är en ort i Mexiko.   Den ligger i kommunen Mezquitic och delstaten Jalisco, i den centrala delen av landet, 600 km nordväst om huvudstaden Mexico City. Mayehekwa Pueblo Nuevo 2 ligger 2 112 meter över havet och antalet invånare är 167.
Terrängen runt Mayehekwa Pueblo Nuevo 2 är kuperad åt sydost, men åt nordväst är den bergig. Runt Mayehekwa Pueblo Nuevo 2 är det mycket glesbefolkat, med 4 invånare per kvadratkilometer. Närmaste större samhälle är San Andrés Cohamiata, 18,7 km väster om Mayehekwa Pueblo Nuevo 2. I omgivningarna runt Mayehekwa Pueblo Nuevo 2 växer huvudsakligen savannskog.